# ×Asplenosorus ebenoides
×Asplenosorus ebenoides là một loài thực vật có mạch trong họ Aspleniaceae. Loài này được (R.R. Scott (pro. sp.)) Wherry miêu tả khoa học đầu tiên năm 1937.